# 萤火一号
- 1. 从拜科努尔发射

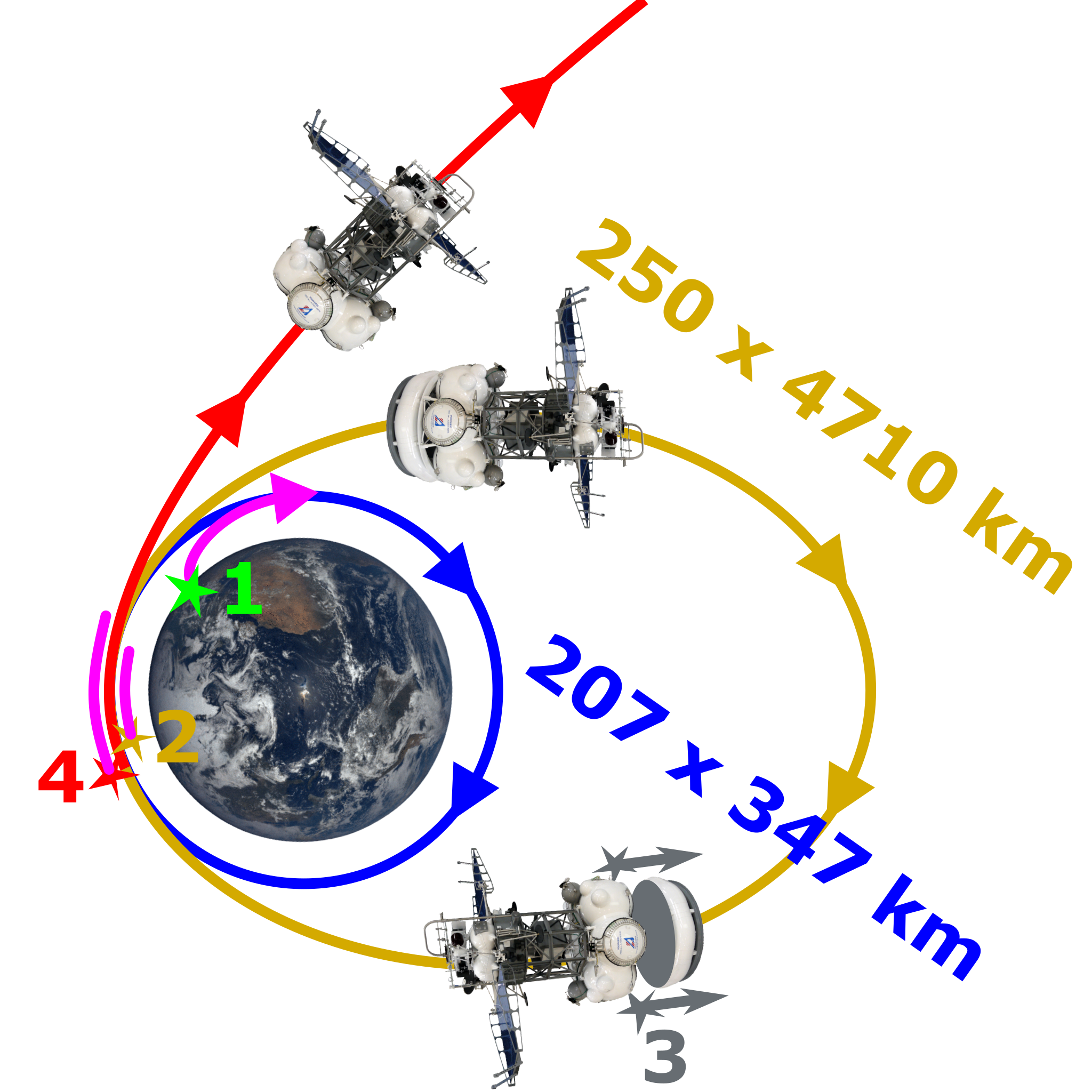
起飞段变轨计划： 1. 从拜科努尔发射
2. 第一次变轨点火
3. 抛弃废弃贮箱
4. 第二次变轨点火（前往火星）

萤火一号是中國火星探測計劃中的第一颗火星探测器。因為此時中國航天參與了俄方火星計畫，所以這是中國首次與歐洲、俄羅斯等地區一起進行國際性的深空探測合作。因此萤火一号以較快速度的进行開發，以便同福布斯－土壤號一同前往火星。
2011年11月，探测器成功發射，但由於俄方佛盖特火箭上面级未能成功变轨，探测器在2012年1月坠毁于太平洋。

## 设计
火星古称荧惑，所以作為中国的第一颗火星探测器，它以谐音命名为“萤火一号”。為了搭乘俄方火箭的順風車，趕上預定的發射週期，萤火一号以較快速度開發完畢，因此其屬於微小衛星級別，任務也是簡單的環繞火星。2008年4月完成初样并公布于众。
萤火一号並不大，探测器长、宽各约75厘米，高60厘米。两侧装有太阳帆板，展开近8米，重约115公斤，设计寿命2年。探测器上的有效载荷包括等离子体探测包、光学成像仪、磁通门磁强仪、掩星探测接收机。

## 原定流程
2007年，因为地面测控网的天线发射功率和直径达不到技术要求等原因 ，作为中俄航天合作项目之一，交付俄羅斯後，由俄方搭载在俄罗斯的福布斯-土壤探测器中 ，定2009年由天顶-2SB运载火箭从哈萨克斯坦境内的拜科努尔航天中心发射。
後來福布斯-土壤計劃推遲，2009年的發射窗口更改為2011年，经历约10至11个半月的飞行后，萤火一号将与福布斯-土壤分离，进入火星轨道进行轨道探测，福布斯-土壤则将在火卫一表面软着陆，采取土壤样品后返回地球。萤火一号主要研究火星的电离层及周围空间环境，火星磁场等。
原定任務流程，以下时间均为协调世界时：
| 日期          | 时间                       | 事件                                                                   |
| ------------- | -------------------------- | ---------------------------------------------------------------------- |
| 2011年11月8日 | 20:16:03.145               | 火箭点火，将福布斯—土壤／萤火一号注入207x347公里、倾角51.4的大椭圆轨道 |
| 2011年11月8日 | 22:55:47.981至23:05:18.253 | 福布斯—土壤一次变轨                                                    |
| 2011年11月9日 | 01:02:48.870至01:20:09.975 | 福布斯—土壤二次变轨                                                    |
| 2012年10月    |                            | 萤火一号进入低火星轨道，任務開始                                       |
| 2014年8月     |                            | 福布斯—土壤返回器返回地球，任務完成                                    |

## 发射和坠落
萤火一号於2009年6月完成正样并赴俄罗斯联合测试。其在协调世界时2011年11月8日20:16（北京時間9日凌晨4:16）成功发射升空，但由於俄方探测器未能成功变轨，探测器未能脱离地球轨道。
据俄新网报道，俄罗斯联邦航天局局长称，莫斯科时间2011年11月9日凌晨在哈萨克斯坦境内拜科努尔发射场发射、搭载有萤火一号火星探测器的福布斯－土壤探测器在与运载火箭分离后，未能按计划变轨，被困在距離地表206到340公里的太空中。俄羅斯聯邦太空局先後兩次搶救都未成功，有專家概算此衛星可能墜毀地球的時間和地點，强调了探测器載有12噸有毒燃料撞地球後可能引發的災難。
该卫星部分碎片于2012年1月15日17时45分坠于太平洋海域，燃料在大气层全部烧毁，未构成危险。